# Romuald Castellani
Pour les articles homonymes, voir Castellani.
Romuald Castellani, né le 7 février 1922 à Rottofreno en Italie et mort le 2 juin 2005 à Désertines dans l'Allier, est un footballeur français reconverti en entraîneur. Il évoluait au poste d'attaquant.

## Biographie
Romuald Castellani dispute 52 matchs en Division 1 avec l'ASSE, inscrivant 17 buts dans ce championnat. Avec les Verts, il marque notamment un doublé face à Strasbourg puis un autre face à Lens.
Il inscrit 19 buts en Division 2 avec Alès lors de la saison 1948-1949.